# Mil Mi-26
Le Mi-26 est un hélicoptère de transport soviétique puis russe, produit par l'entreprise russe Mil. Il est le plus lourd et le plus grand jamais construit en série au monde. Il est donné comme pouvant emporter une charge utile supérieure de 50 à 100 % à celle de tout autre hélicoptère. Son nom de code OTAN est Halo.

## Conception
Dans les années 1970, l'URSS a souhaité offrir un successeur au Mi-6 mais doté de performances bien supérieures. Un premier prototype fut donc construit, il effectua son premier vol le 14 décembre 1977. Les essais opérationnels au sein de l'armée soviétique commencèrent au début de l'année 1982, il entra en service l'année suivante.
Le 3 février 1982, il a établi plusieurs records du monde, dont un vol à masse maximale (charge utile comprise) de 56 769 kg à 2 000 mètres d'altitude.

## Description
Le Mi-26 possède un rotor principal à huit pales. Les pales, les vitres du poste de pilotage et les entrées d'air des moteurs sont chauffées pour permettre le dégivrage lors des missions par très basses températures. On peut accéder à la soute par une porte arrière et une rampe. La version passagers peut transporter jusqu'à 85 personnes.
Son pilote automatique possède une fonction tenue de vol stationnaire et il est capable de vol aux instruments.
Sa hauteur est comparable à celle d’un immeuble de trois étages, et l'aire du disque de son rotor a une superficie de plus de 800 m2 (16² x 3,14) [réf. souhaitée].

## Variantes
Cinq versions standards du Mil Mi-26 ont été réalisées :
- Mi-26 : version de base, pouvant emporter 80 soldats ;
- Mi-26A : version dotée d'une avionique améliorée ;
- Mi-26T : version civile de transport de fret, avec des variantes de lutte anti-incendie et de mesures géophysiques
  - Mi-26TS : Grue volante ;
  - Mi-26TC : version à l'export du Mi-26TS.
- Mi-26MS : version destinée à l'évacuation sanitaire, pouvant emporter 22 civières ;
- Mi-26P : version servant au transport de passagers (63 places) ;
- Mi-26S : version équipée spécialement pour la catastrophe nucléaire de Tchernobyl ;
- Mi-26TZ : version équipée d'une citerne de 14 000 litres de carburant, pour le ravitaillement ;
- Mi-26M : appareils remotorisés avec des moteurs ZMKB Progress D-127 de 14 350 ch ;
- Mi-26T2V : nouvelle version équipée d'une avionique modernisée NPK90-2V compatible avec les lunettes de vision nocturne, d'une protection renforcée de l'équipage, de systèmes de contremesures infrarouges et de communications satellitaires. Elle a effectué ses tests préliminaires au premier vol le 3 avril 2019[1] ;
- Deux Mi-27 de commandement ont aussi volé.

## Engagements
Son importante charge utile en fit un des acteurs majeurs de la catastrophe nucléaire de Tchernobyl. L'appareil servit de plate-forme pour larguer sable, plomb et bore au-dessus du réacteur après l'explosion. Les appareils utilisés, irrémédiablement irradiés, sont stockés à jamais au sein de la zone d'exclusion du réacteur (40 km).
Des organisations comme l'ONU, ou la sécurité civile de Russie font appel au Mil Mi-26.
Le Mi-26 est utilisé lors des incendies de forêt meurtriers de l'été 2021 en Algérie, dans la région de Kabylie.
Il est utilisé par les forces Russes en 2022 lors de la contre offensive Ukrainienne pour transférer des équipements lourds dans la région. Un reportage de la télévision russe montre un UR-77 rentrer dans la soute d'un Mi-26.

## Utilisateurs
Utilisateurs du Mi-26 en 2024.
- Algérie : 14 appareils
- Burkina Faso : 1 appareil
- Biélorussie : 15 appareils
- Cambodge : 2 appareils en réserve
- Corée du Nord : 4 appareils
- Cuba : 12 appareils
- Guinée équatoriale : 1 appareil
- Inde : 10 appareils
- Jordanie : 4 appareils
- Kazakhstan : 4 appareils
- Ouzbékistan : 1 appareil
- Pérou : 3 appareils en réserve
- Russie : 33 appareils
- Venezuela : 3 appareils
- Utilisateurs civils

### Ancien utilisateur
- Ukraine

## Galerie

Mil Mi 26 photographié à Lausanne après le transport du catamaran Alinghi 5 (2009)
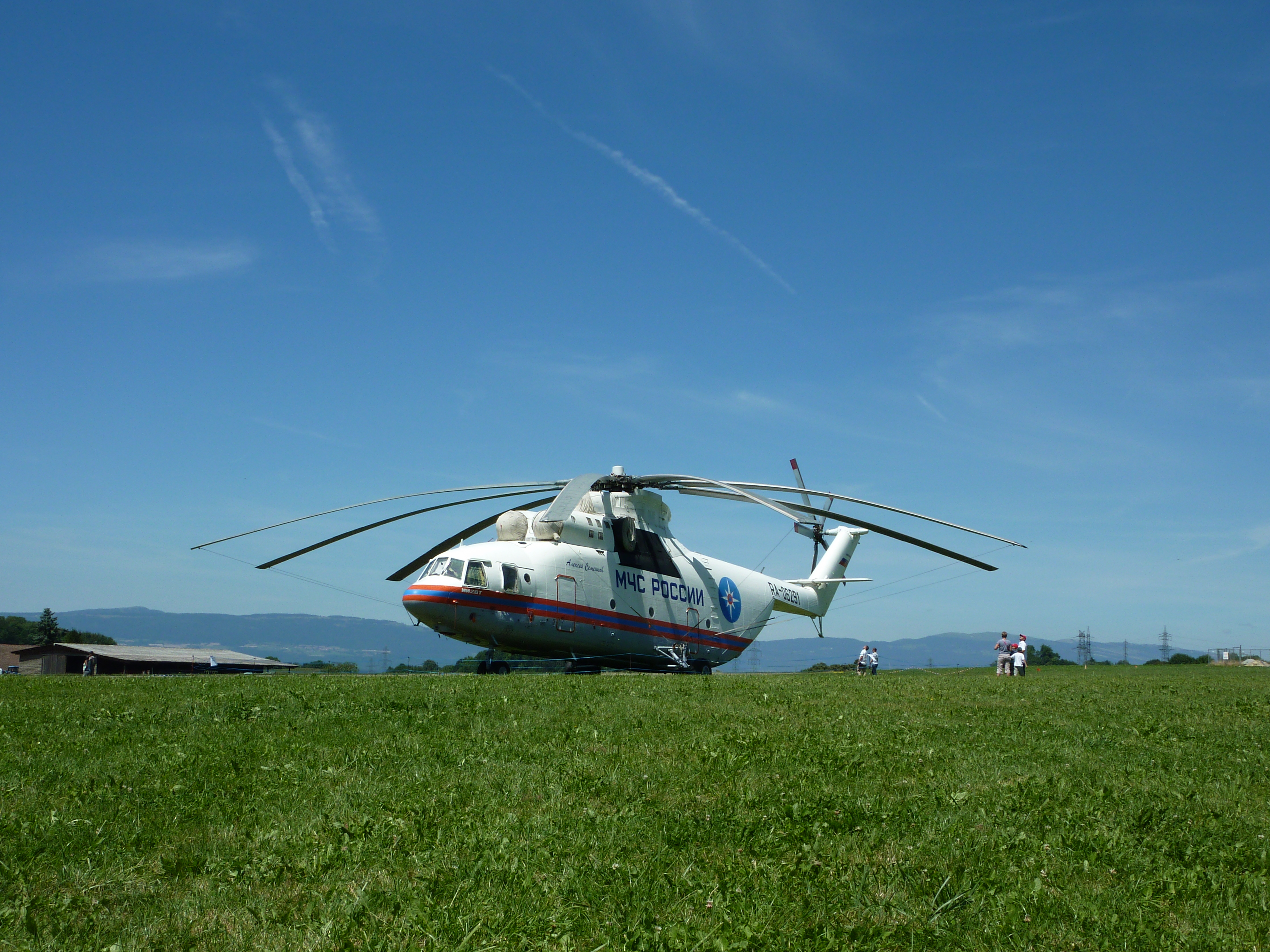
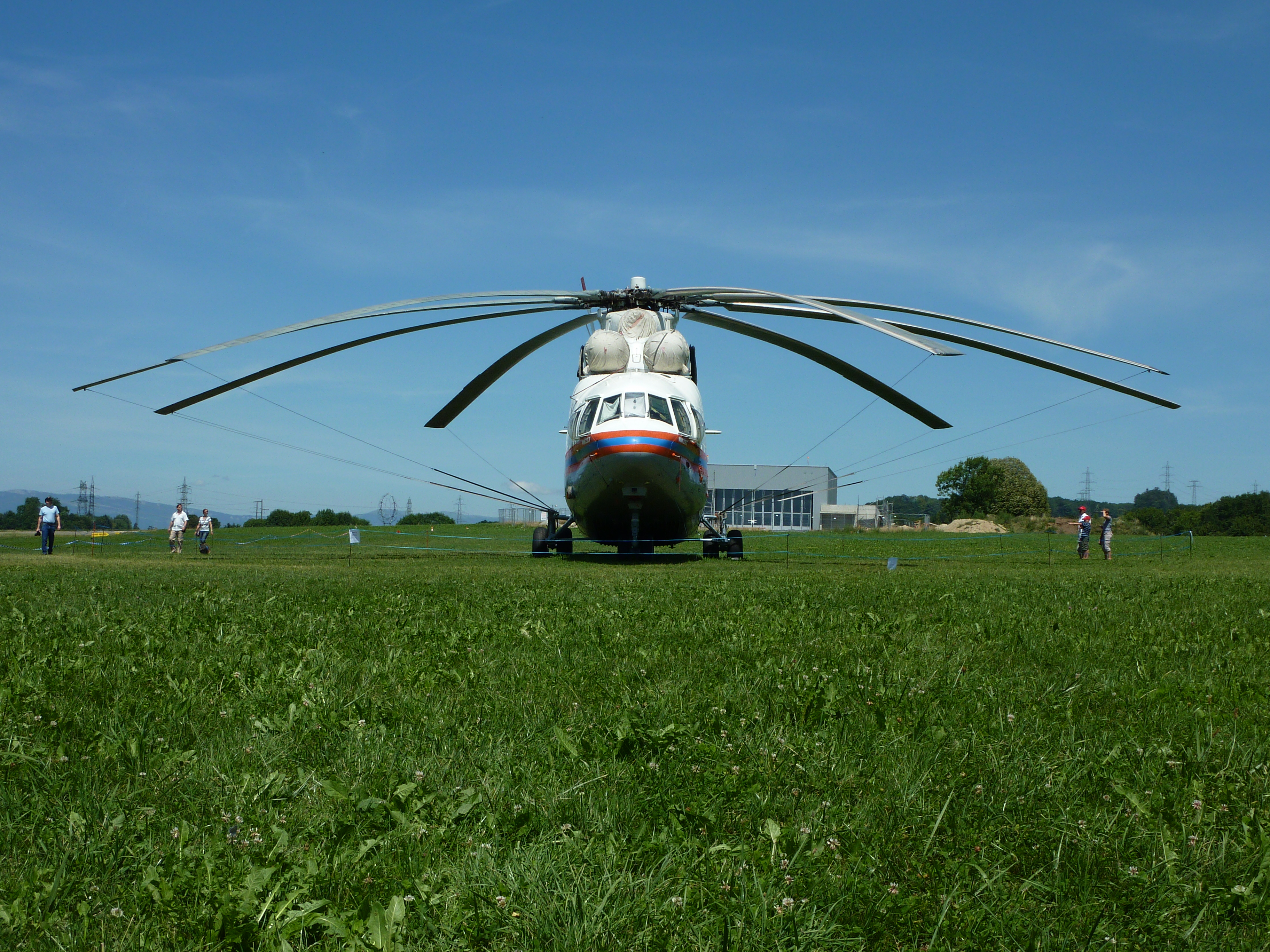
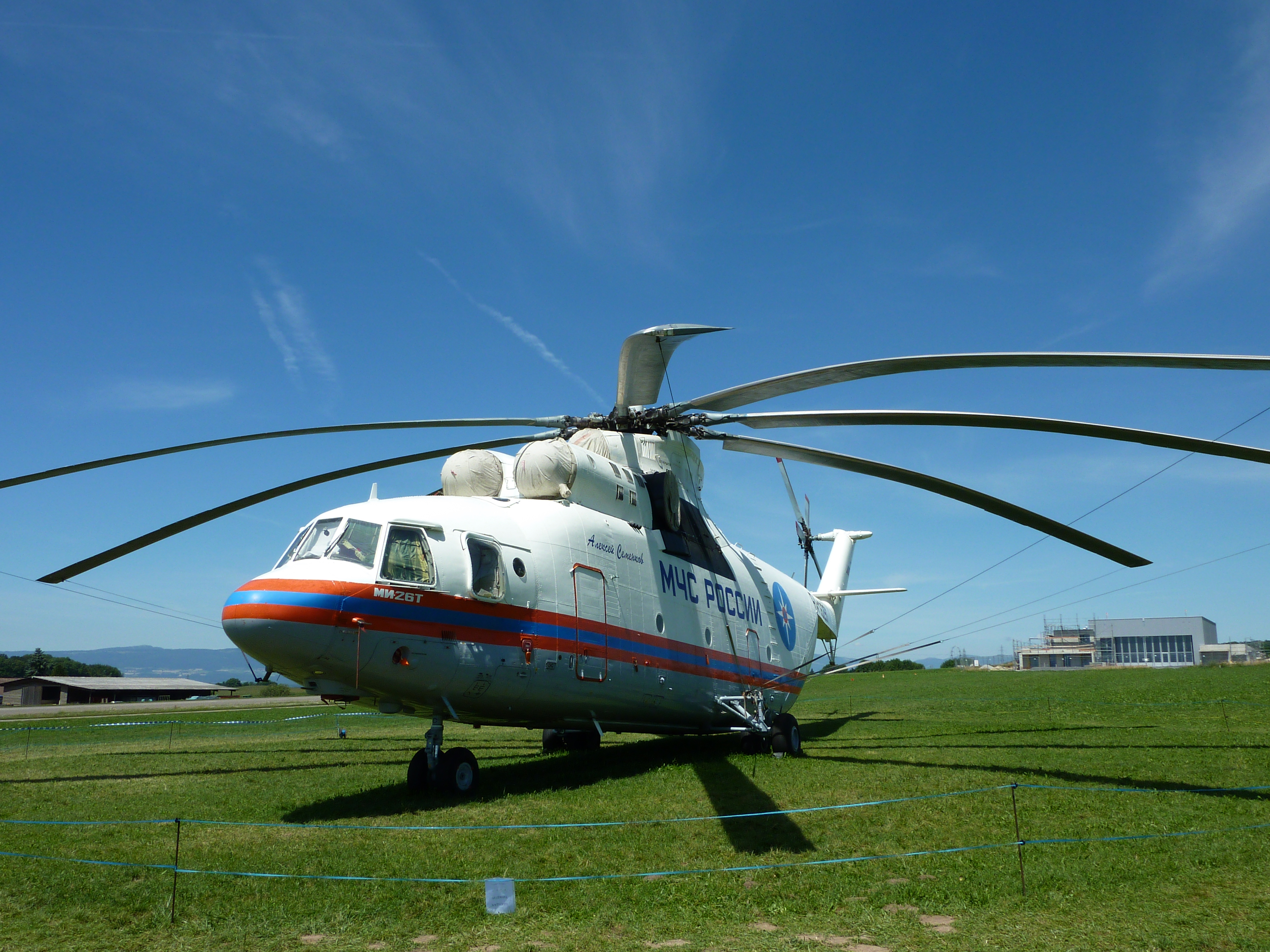
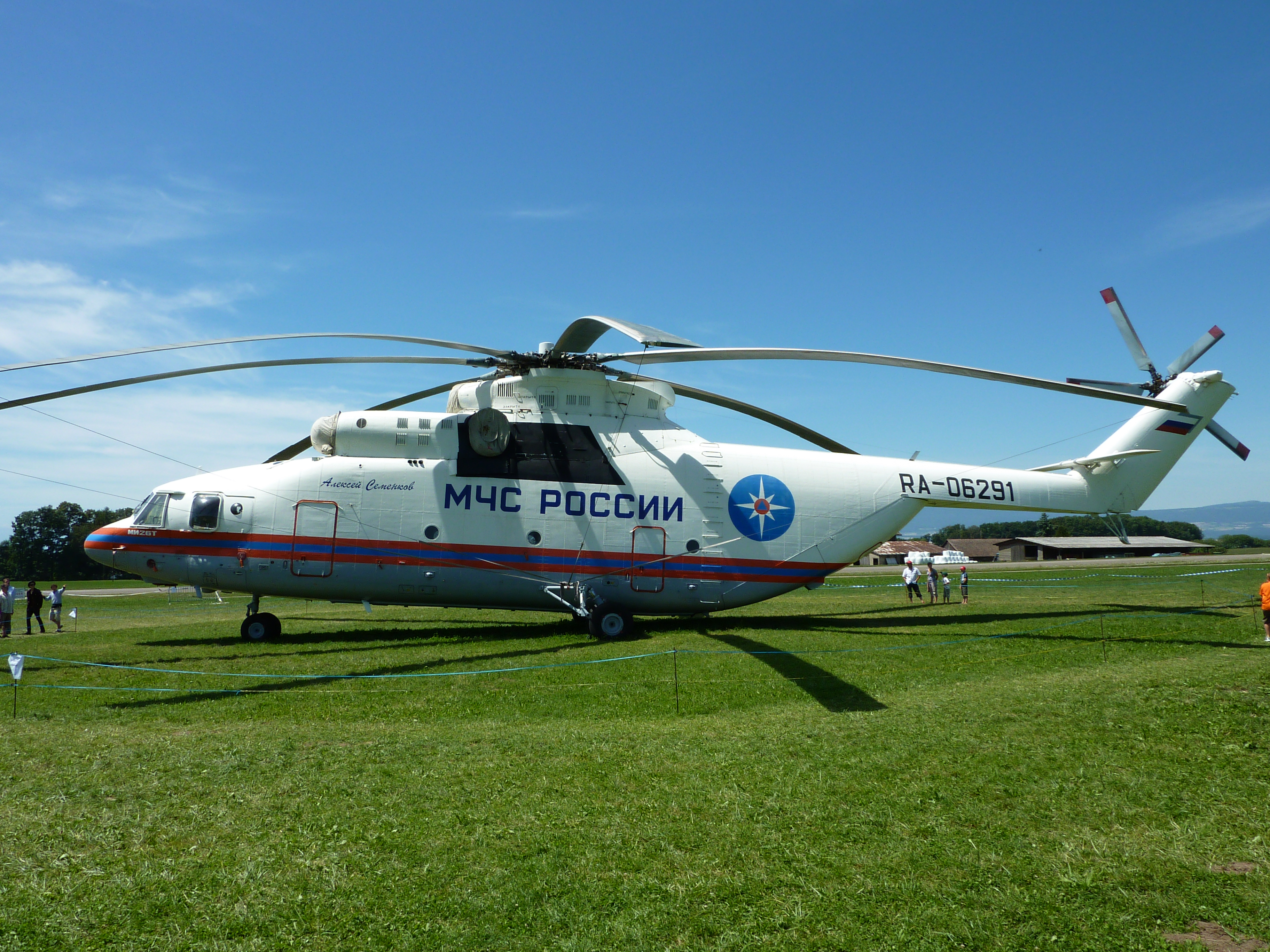
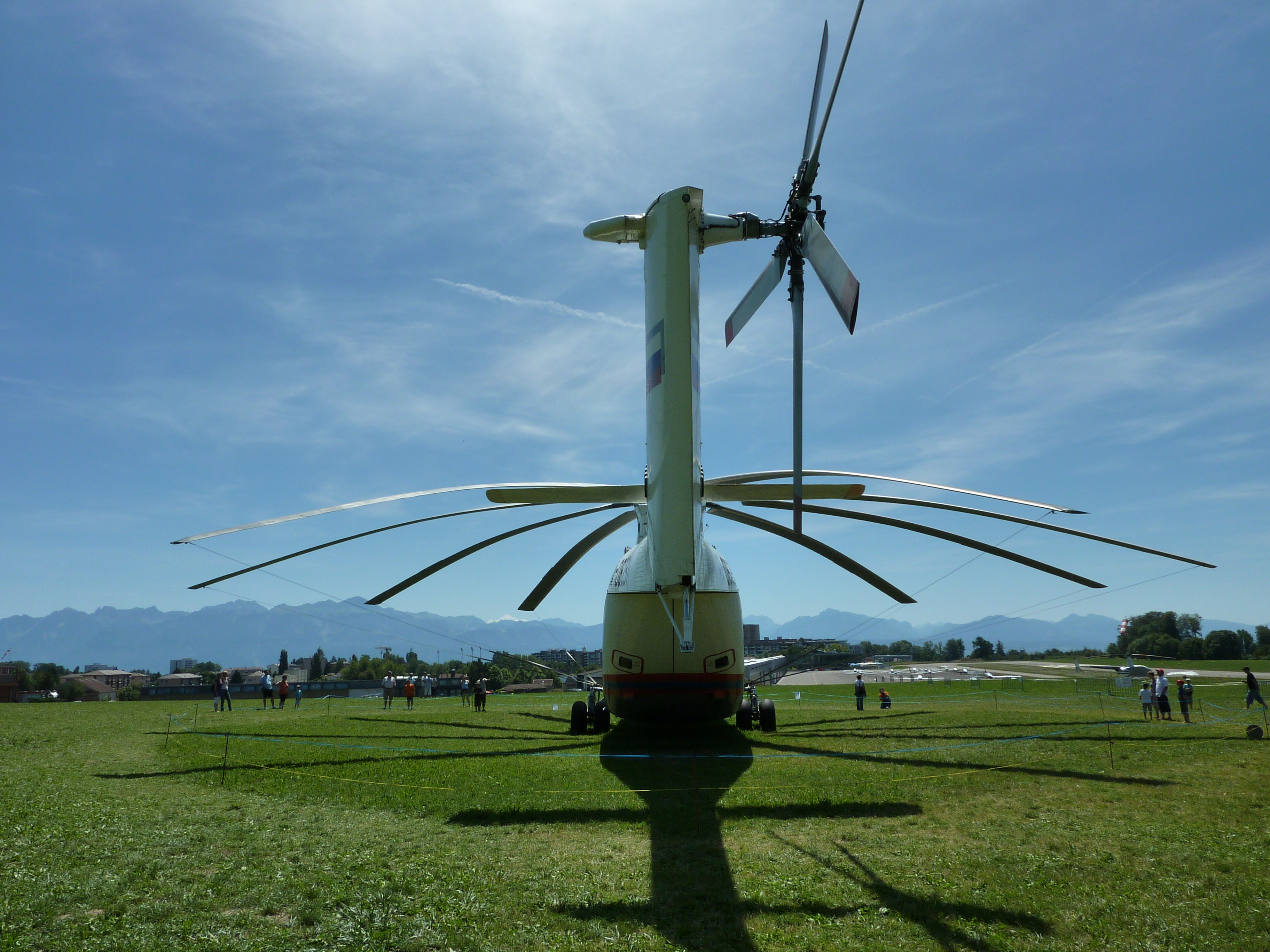
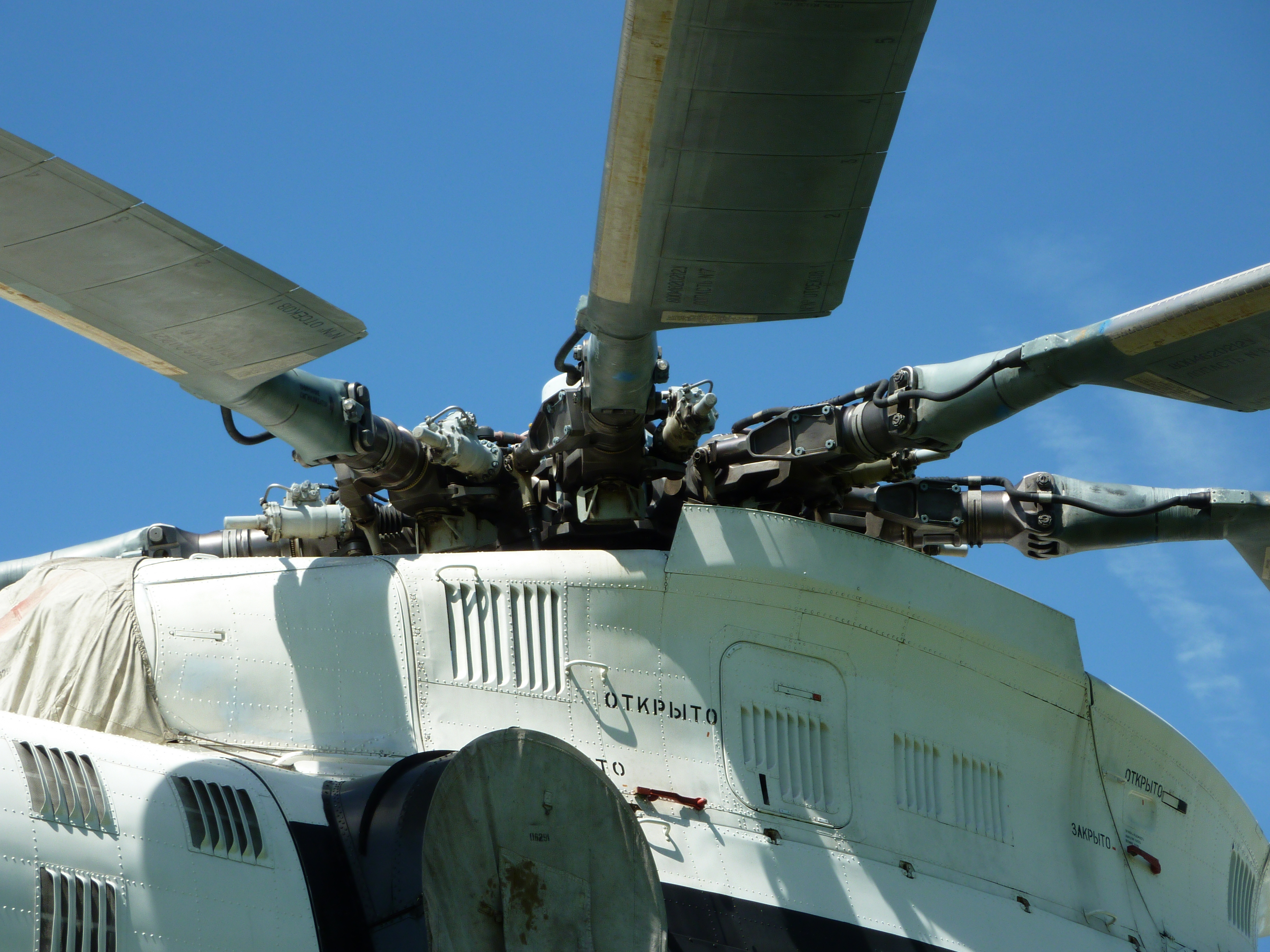
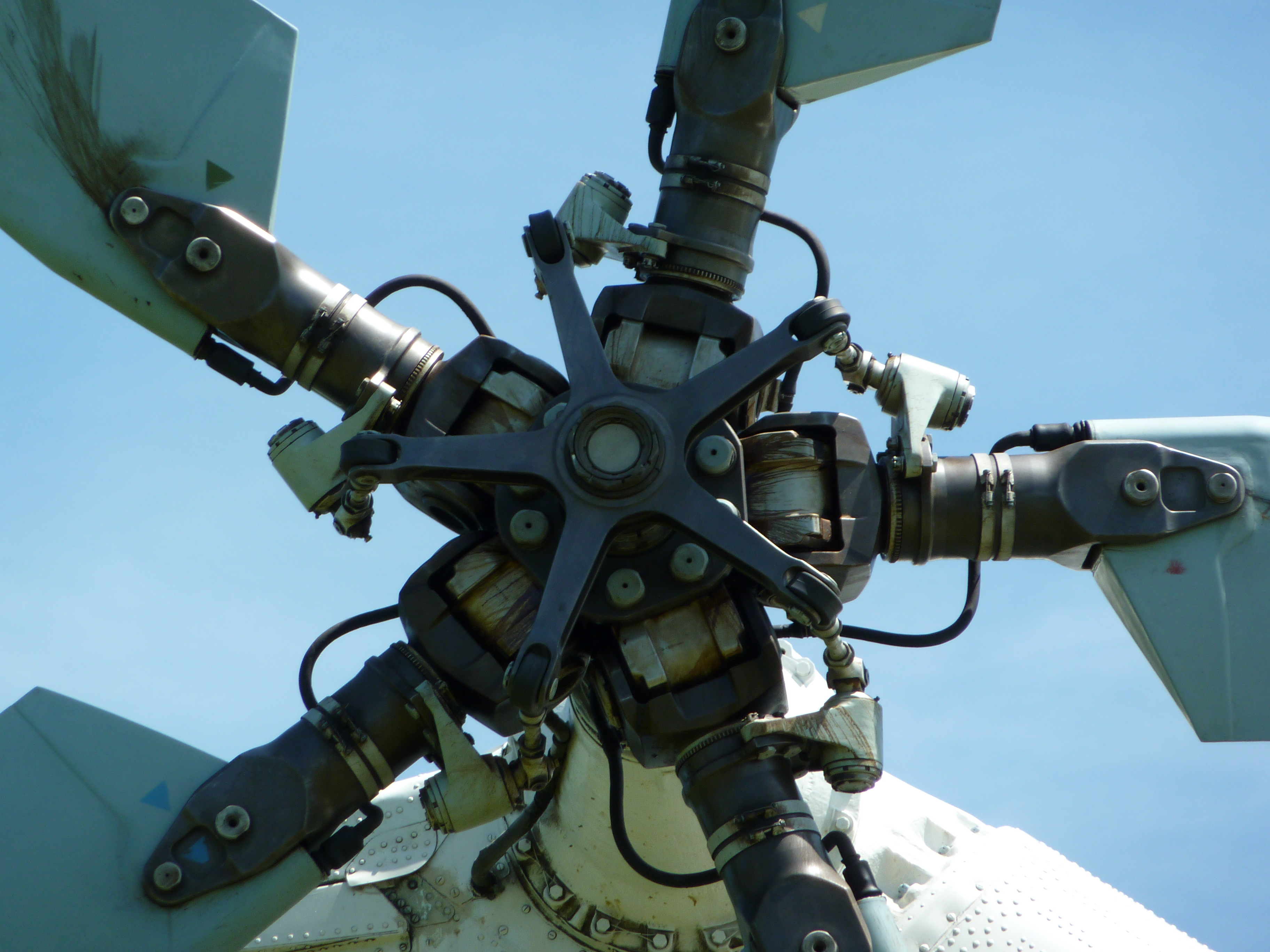